# Референдум в Словакии (2015)
Референдум в Словакии о запрете однополых браков состоялся 7 февраля 2015 года. Критики утверждали, что референдум был организован религиозными и консервативными организациями, целью которых было недопустить расширение прав однополых пар.
Несмотря на то, что консервативные группы получали поддержку Папы Франциска и потратили на кампанию 110 000 евро, референдум провалился из-за низкой явки, проголосовало только 21,4% граждан вместо требуемых 50%.
Ранее другая страна, входящая в Евросоюз, Хорватия, запретила однополые браки на конституционном референдуме 1 декабря 2013 года. Явка в Хорватии также составляла менее 50%, но её конституция не устанавливает к референдумам требования, основанные на явке.

## Предпосылки
4 июня 2014 года Национальный совет Словакии внёс поправку в конституцию страны, согласно которой браком признавался только союз одного мужчины и одной женщины, запретив тем самым заключение однополых браков.
Референдум был инициирован консервативной группой «Альянс за семью» (словац. Aliancia za rodinu), сумевшей собрать 400 000 подписей под призывом провести голосование о статусе брака. Епископальная конференция Словакии, которая известна своей борьбой, в том числе с помощью митингов, против абортов и эвтаназии, в подавляющем большинстве поддержала этот шаг.

## Вопросы
Избирателям было предложено ответить на три вопроса:
- Согласны ли вы, что только связь между одним мужчиной и одной женщиной можно назвать браком?
- Согласны ли вы с тем, что однополые пары или группы не должны усыновлять и воспитывать детей?
- Согласны ли вы с тем, что школы не могут требовать от детей участия в образовании, относящихся к сексуальному поведению или эвтаназии, если дети или их родители не согласны?[13]

Четвёртый вопрос о зарегистрированных партнёрах был отклонен Конституционным судом.
Чтобы предложение было одобрено, в голосовании должны были принять участие не менее 50% зарегистрированных избирателей.

## Кампания
62% словаков идентифицируют себя как католики, и хотя менее 40% из них регулярно посещают мессу, Reuters описывает Словакию как «одну из самых религиозных стран Европы». Неудивительно, что сторонники референдума свою кампанию проводили преимущественно в церквях, а финансировалась она в первую очередь за счёт сбора средств, организованного Епископальной конференцией Словакии.
Голосование обошлось Словакии в более чем €6,3 млн, привело к тому, консервативные группы потратили на агитацию около €110 000. Платформа для ультраконсервативных интернет-активистов CitizenGo, которой руководит Брайан С. Браун, американский основатель Национальной организации за брак, поддержала инициаторов референдума.
Словацкие ЛГБТ-группы, которые малочисленны и менее организованы, чем их противники, призывали не голосовать вообще, опасаясь, что противники однополых пар могут набрать явку более 50%.

## Реакция
Бывший премьер-министр Словакии Ивета Радичова сказала, что если референдум состоится, то «не улучшит положение семей и браков, и детей больше не будет». Она обвинила организаторов референдума в попытке «скрыть реальные проблемы» в Словакии, например «балансирование трудовых обязанностей с уходом за детьми, безработица», финансовая неуверенность и насилие в семье. Радичова описала сторонников голосования как мотивированных «страхом перед новым, неизвестным и другим» и осудило оппозицию половому просвещению, так как доказано, что оно снижает риск венерических заболеваний, нежелательных беременностей и задерживает сексуальные эксперименты.
Либертарианская партия «Свобода и солидарность» критиковала организаторов референдума, так же как и депутаты Европарламента из группы Прогрессивный альянс социалистов и демократов.
Нидерландский политик Борис Диттрих («Д-66»), сын политэмигранта из Чехословакии, раскритиковал вмешательство американских религиозно-консервативных организаций, таких как «Альянс защиты свободы», в определение социальной повестки дня в восточноевропейских демократиях. «Международная амнистия» осудила дискриминацию ЛГБТ в Словакии, а международные СМИ, в том числе The Economist, раскритиковали политический процесс в стране. Группы по защите прав геев также критиковали инициативу по проведению референдума, заявив, что «безработица, социальные проблемы и алкоголизм» не будут решены путём голосования за запрет гомосексуальных браков или усыновлений. Международные критики обвинили правящую социал-демократическую партию «Курс — социальная демократия» в потворстве религиозной гомофобии и объявили предстоящее голосование пустой тратой денег, предназначенной отвлечь внимание избирателей от экономических проблем страны и «настоящих проблем государственной политики Словакии».
Папа Франциск поддержал идею проведения референдума и благословил противников прав геев, заявив: «Я приветствую паломников из Словакии и через них хочу выразить свою признательность всей словацкой церкви, побуждая всех продолжать свои усилия в защиту семьи, жизненной ячейки общества».
Группа из 48 теологов и интеллектуалов из разных церквей и секторов общества заявили, что референдум затрагивает этические вопросы, которые следует решать путём обсуждения, а не путём голосования. Трое из авторов заявления, преподаватели лютеранского богословского факультета Университета Коменского в Братиславе также утверждали, что уже несколько раз в истории попытки защитить христианские ценности с помощью ярлыков и авторитарных решений оказывались плохим выбором и лишь наносили вред. Они раскритиковали идею референдума в защиту семьи как аморальную попытку переложить ответственность за кризис семейных ценностей в словацком обществе на гомосексуалов.

## Опросы общественного мнения
Опрос Eurobarometer, проведённый в 2006 году, показал, что 19% словаков поддерживали однополые браки и 81% выступали против, а разрешение однополым парам усыновлять детей поддержали только 12% при 84% выступивших против принятия. В 2010 году исследование European Social Survey показало, что 42% словаков считают, что «геи и лесбиянки должны свободно жить своей жизнью по своему усмотрению».
Согласно опросам, только 35% населения намеревались голосовать на референдуме, причём 85% респондентов поддерживали запрет на однополые браки, 78% выступали против усыновления детей ЛГБТ-парами и 70% поддерживали третий вопрос о половом воспитании. Оппозиция консерваторам по вопросам референдума была выше среди студентов, молодых (до 35 лет), одиноких людей, сторонников партии «Свобода и солидарность», жителей больших городов, атеистов и людей со слабыми религиозными убеждениями, а также среди тех, у кого среди членов семей или коллег имелись открытые геи.

## Результаты
Референдум был признан недействительным из-за низкой явки избирателей, так как в голосовании приняли участие только 21,4% избирателей, имеющих право голоса, что намного меньше 50%, необходимых для того, чтобы результаты стали юридически обязательными.
| Вопрос                                          | Да      | Да    | Нет    | Нет  | Недействительные/ пустые | Всего   | Зарегистрировано проголосовало | Явка    |
| Вопрос                                          | Голоса  | %     | Votes  | %    | Недействительные/ пустые | Всего   | Зарегистрировано проголосовало | Явка    |
| ----------------------------------------------- | ------- | ----- | ------ | ---- | ------------------------ | ------- | ------------------------------ | ------- |
| № 1 — брак                                      | 892 719 | 94,50 | 39 088 | 4,13 | 12 867                   | 944 674 | 4 411 529                      | 21,41 % |
| № 2 — усыновление                               | 873 224 | 92,43 | 52 389 | 5,54 | 19 061                   | 944 674 | 4 411 529                      | 21,41 % |
| № 3 — половое просвещение                       | 853 241 | 90,32 | 69 349 | 7,34 | 22 084                   | 944 674 | 4 411 529                      | 21,41 % |
| Источник: Štatistický úrad Slovenskej republiky |         |       |        |      |                          |         |                                |         |